# Micrurus surinamensis
Micrurus surinamensis (водяний кораловий аспід) — вид отруйних змій родини аспідових (Elapidae). Мешкає в Південній Америці.

## Поширення і екологія
Водяні коралові аспіди мешкають в Бразилії, Колумбії, на сході Еквадору, Перу і Болівії, у Венесуелі, Гаяні, Суринамі і Французькій Гвіані. Вони живуть у вологих тропічних лісах і галерейних лісах, поблизу водойм. Зустрічаються на висоті до 576 м над рівнем моря. Ведуть водний спосіб життя. Живляться рибою і ящірками. Відкладають яйця.